# Eguzki Irratia
Eguzki Irratia, coloquialmente "la Eguzki", es una emisora de radio comunitaria que comenzó sus emisiones en 1982. Los estudios y sede central se encuentran en Pamplona (España). Su programación se puede sintonizar en el 107.0 FM de Pamplona, en el 91.0 FM en el Área metropolitana de Pamplona, y a través de internet. Cuenta con presencia en redes sociales como Facebook o X.
Configurada como un medio de comunicación libre y alternativo su programación está elaborada por personas individuales o pertenecientes a organizaciones sociales, ecologistas, culturales y políticas de carácter independiente. No cuenta con publicidad o convenios y se autofinancia a través de una red de colaboradores, denominados Eguzkides, que en 2019 alcanzaban la cifra de 450 personas quienes, con sus cuotas, aportan los recursos para que la emisora siga en antena.

## Historia
La génesis de Eguzki Irratia se encuentra en el nacimiento de los movimientos ecologistas que entre las décadas de 1970 y 1980 se desarrollaron tras la dictadura de Francisco Franco.

"Entonces el comité ecologista de Iruñea estaba buscando maneras de llegar a la gente. Primero se sacó una revista que también se llamaba Eguzki pero se vio que se podía montar una radio con relativamente poco dinero. Así que en 1982 se fundó Eguzki Irratia"
Jorge Ribera ()

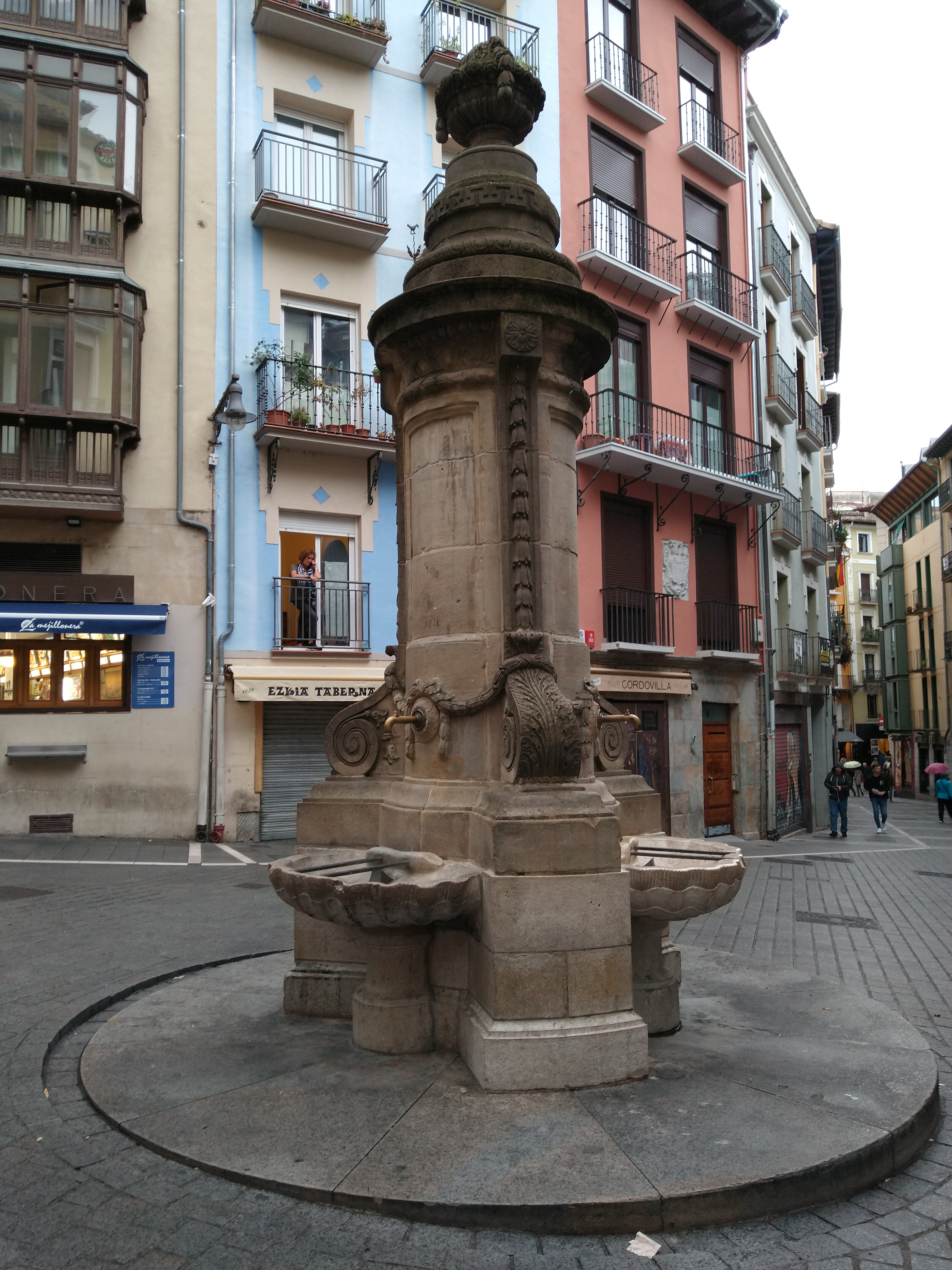
Plaza de la Navarrería de Pamplona, lugar donde se ubican los estudios de Eguzki Irratia

Las emisiones comenzaron a las 20:00h. del 15 de diciembre de 1982 con una canción del grupo Gwendal. Enmarcado en la eclosión de las denominadas "radios libres", que a comienzos de los años 80 se desarrolló en todo el país, desde su inicio se ha caracterizado por el compromiso social, prestar atención a colectivos y personas con escasa presencia en medios convencionales, y desarrollar su actividad con carácter comunitario y sin ánimo de lucro. Por ello la parrilla de programación y los espacios reflejaba la sensibilidad prevalente en la cultura juvenil produciendo un estilo de radio punk en el que todo valía.

"Sí, esa es una de las características principales y que marca la diferencia: 'la voz de los sin voz', algo que va en nuestro ADN y que nos ha costado muchos esfuerzos mantener hasta hoy en día, pese a cierres policiales y todo tipo de artimañas del poder para acallarnos. Nuestro objetivo siempre ha sido poner el micro a quien no tenía donde expresarse manteniendo la independencia del medio. Pero nada de todo esto habría sido posible sin el apoyo y empuje del pueblo de Iruñerria, que, entre otras cosas, financia la radio, y si seguimos aquí hoy en día es por eso"
Jorge Ribera (Diario Gara, 2018) 

A lo largo de su trayectoria la emisora ha sido clausurada y reabierta en varias ocasiones. El 9 de febrero de 1988, coincidiendo con la visita de Juan Carlos I a Pamplona, Eguzki Irratia es clausurada, sus equipos incautados y uno de sus locutores detenido por delito de injurias posteriormente desestimado. El 20 de febrero de 1988 volvería a reiniciar sus emisiones. En 1992, con motivo de una huelga general, fue la última de las ocasiones en que sucedió un episodio de estas características.

"Somos gente normal con inquietudes y que ejercita su derecho a expresarse e informar, creando y usando medios de comunicación para democratizar su uso, siguiendo la filosofía punk del háztelo tú mismo/a. No vivimos de esto, es pura militancia"
Jorge Ribera (Diario Gara, 2018) 

En agosto de 2017 el representante de la asociación cultural APICE, Fertxu Izquierdo, y Jorge Ribera, portavoz de Eguzki Irratia, manifestaron en rueda de prensa la intención de solicitar una licencia como emisora comunitaria sin ánimo de lucro en un concurso de licencias que el Gobierno de Navarra anunció su intención de convocar. Sin embargo dicha convocatoria, aunque sí se llegó a efectuar, se suspendió antes de resolverse con lo que la situación de la emisora sigue siendo alegal.

"Recientemente el Gobierno de Navarra convocó el primer concurso en todo el Estado para otorgar una licencia para radio comunitaria y nos presentamos, pero posteriormente lo suspendió. Sigue faltando valentía y sobre todo voluntad política para regularizarnos por parte de las instituciones, lo cual nos deja en la indefensión y discriminación, algo que no ocurre en el resto de Europa, donde hace muchos años que las radios libres o comunitarias cuentan con licencia de emisión"
Jorge Ribera (Diario Gara, 2018) 

## Programación
La parrilla de emisiones abarca las 24 horas del día los siete días de la semana. La temporada regular se desarrolla de octubre a junio y la de verano entre julio y septiembre. Además de los espacios de producción propia se emiten espacios de la red Arrosa, que agrupa a diferentes emisoras de Euskal Herria, y de la que Eguzki Irratia forma parte.
En enero de 2025 Eguzki Irratia emite 12 espacios de producción propia, con una duración habitual de 60 o 120 minutos, que se programan entre las 08:00 y las 22:00h. de lunes a viernes. El resto de horas se completan con la emisión de espacios de la red Arrosa y con la emisión automatizada de música.
Programas de producción propia
- Aprendiz de búho (magazine informativo y cultural)
- Bor Bor (música de vanguardia y cultura)
- ¡Cómo están ustedes! (música metal)
- Cómo te odio Septiembre (magazine musical)
- El poder del unicornio (magazine de actualidad)
- El rincón de Mata-Hari (magazine)
- Fiebre (música hip hop)
- Kuskuseando (música rock)
- Pasealeku (magazine informativo)
- Saio bereziak (programas especiales)
- Sustraiak eta Kontrakultura (música jamaicana y reggae)
- Un ramito de locura (flamenco)

Programas de la red Arrosa
- Adi
- Bertsoinka
- Bidasoa Attack
- Kultur Kuboa
- Haus of Beats
- Musibla
- Ratzenoff
- ZarataZarautz

Otros programas en emisión
- Desfase lunar
- El desenterrador
- Mar de fueguitos
- Shit
- Time to Roots

Programas de producción propia (fuera de emisión)
- El gallico de San Cernin (informativo internacional)
- El rey del ring (música electrónica, alternativa y experimental)
- Grupo salvaje (cine)
- Kolpez kolpe (música alternativa)
- Labirinto laborala (economía)
- Retrópolis (música del siglo XX)
- Sigue Tocando, Erich Zann (música)
- Sin barreras (sociedad)
- Taupadak (movimientos sociales, sindicales y políticos)
- Voodoo Rock (rock)